# Ланцухай, Михаил Николаевич
Михаи́л Никола́евич Ланцуха́й (18 сентября 1915, Чита — 5 июня 2003, Ревда, Свердловская область) — помощник командира разведывательного взвода 901-го стрелкового полка, сержант — на момент последнего представления к награде.

## Биография
Родился 18 сентября 1915 года в городе Чита. Воспитывался в детском доме. Окончил 7 классов. Работал в городской больнице Читы заместителем главного врача по хозяйственной части.
В апреле 1942 года был призван в Красную Армию Читинским горвоенкоматом. С июля 1942 года участвовал в боях с захватчиками, в феврале 1943 года был ранен. После госпиталя вернулся на фронт. С этого времени и до Победы сражался в составе взвода разведки 901-го стрелкового полка 245-й стрелковой дивизии. Воевал на Северо-Западном, 2-м и 3-м Прибалтийских и 1-м Украинском фронтах. В 1943 году вступил в ВКП/КПСС.
В ночь на 17 декабря 1943 года красноармеец Ланцухай в составе разведгруппы участвовал в ночном поиске в 9-12 км юго-восточнее города Пустошка. Первым ворвался во вражескую траншею, гранатой подорвал пулемет и захватил «языка». Группа была обнаружена, но несмотря на огонь противника, Ланцухай доставил пленного до своих траншей. Всего к этому времени на счету разведчика Ланцухая было свыше 20 убитых противников.
Приказом по частям 90-го стрелкового корпуса от 7 января 1944 года красноармеец Ланцухай Михаил Николаевич награждён орденом Славы 3-й степени.
В последующем неоднократно участвовал в ночных поисках, проявляя решительность и отвагу. 23 января 1944 года, прикрывая отход группы с языком, уничтожил более 10 противников. Получил вторую боевую награду — орден Красной Звезды.
В период наступательных боев 17-28 июля 1944 года сержант Ланцухай трижды пробирался в тыл противника, собирая сведения о его обороне. В ночь на 21 июля близ города Абрене способствовал захвату языка, прикрывая отход разведгруппы, сразил из автомата более 10 противников.
Приказом по войскам 54-й армии от 9 августа 1944 года сержант Ланцухай Михаил Николаевич награждён орденом Славы 2-й степени.
К началу 1945 года сержант Ланцухай был уже помощник командира разведывательного взвода, парторгом взвода. На его счету было 6 успешных разведвыходов в тыл врага и 13 лично доставленных «языков».
29 января 1945 года, перед началом форсирования реки Одер в 14 км западнее города Гинденбург, сержант Ланцухай с бойцами под огнём противника переправился на левый берег реки. Разведчики выбили противников из первого ряда траншей, подавили 2 пулемета, истребили из автоматов, гранатами свыше 10 противников, захватили 3 исправных пулемета. При отражении контратак огнём из трофейных пулеметов уничтожили до 40 вражеских солдат, удержав занятый плацдарм на берегу Одера до подхода основных сил. Командиром полка был представлен к присвоению звания Герой Советского Союза, 12 февраля представление подписал командующий 59-й армии и документы ушли дальше по инстанции.
Указом Президиума Верховного Совета СССР от 10 апреля 1945 года за образцовое выполнение боевых заданий командования на фронте борьбы с немецкими захватчиками и проявленные при этом доблесть и мужество сержант Ланцухай Михаил Николаевич награждён орденом Славы 1-й степени. Стал полным кавалером ордена Славы.
В 1945 году старшина Ланцухай был демобилизован. Жил в городе Ревда Свердловской области. С 1946 года работал мастером, затем начальником шурупного цеха на метизно-металлургическом заводе, с 1973 года — начальником охраны в ВОХР завода по обработке цветных металлов. Скончался 5 июня 2003 года. Похоронен на городском кладбище города Ревда, рядом с Мемориалом.

## Награды
- Орден Отечественной войны 1-й степени,
- два ордена Красной Звезды,
- орден Славы 3-х степеней,
- медали.